# Битка код Сенте (слика)
Битка код Сенте је дело мађарског уметника немачког порекла Ференца Ајзенхута (мађ. Ferencz Eisenhut). Слика је поручена је за Миленијумску изложбу, која је 1896. године организована у Пешти, поводом прославе хиљадугодишњице доласка Мађара у Панонску низију. Међутим, слика није завршена тада, већ 2 године касније, 1898. године. Данас се налази у Сомбору, у згради Скупштине општине, некада згради Бачко-Бодрошке жупаније у Сомбору.
Само платно је огромних размера, ширине 7 м и висине 4 м (укупно 28 м²). Са богато позлаћеним рамом, широким пола метра, који сам по себи представља уметничко дело, укупна површина слике је 40 м². Ове димензије чине да слика Битка код Сенте представља највеће уље на платну и то не само у Србији, него и на просторима некадашње Југославије.

## Настанак сликеБитка код Сенте
Године 1867. у тада створеној Аустроугарској држави, Пешта постаје равноправан партнер Бечу, а Мађари улазе у ред респектабилних европских народа. Одушевљење које је захватило нацију прелило се на сва поља стваралаштва и само је увеличано доласком 1896. - године у којој се славила хиљадита годишњица насељавања Мађара у Панонску низију. Сви градови који су нешто значили трудили су се да дају свој допринос овој великој светковини. Међу њима није заостајао ни слободан и краљевски град Сомбор, који је још 1786. постао административни центар тадашње Бачко-бодрошке жупаније. Бачко-бодрошка жупанија је захватала целу данашњу Бачку, део Мађарске (град Бају) и Нови Сад и била друге по величини жупанија у Угарској краљевини. Дуго и озбиљно већали су жупанијски моћници. Пред њима се налазио важан задатак како да се на примеран начин прикажу на предстојећој великој Миленијумској изложби у Будимпешти којом су, у лето 1896. године, Мађари обележавали тај велики јубилеј. И после силних расправа одлучили су да то буде слика.
Слика је била добра прилика да се на политички прикладан начин покаже део прошлости ове жупаније, посебно јер се у мађарском парламенту већ налазила једна слика мамутских размера на којој је светски признати сликар Михаљ Мункачии насликао историјску композицију Арпад оснива мађарску државу, а у Сремским Карловцима је Саборски одбор одлучио да од новоизабраног члана Српске краљевске академије у Београду Паје Јовановића наручи композицију Сеоба Срба и њоме на свечаности у Будимпешти прикаже значајну улогу Срба у повести источног дела моћне Аустроугарске царевине.

### Избор теме
Као сасвим прикладан мотив слике одабрана је чувена битка код Сенте, вароши која се налазила у границама Бачко-бодрошке жупаније. Јер, не само што су после ње Аустријанци коначно протерали Турке јужно од Саве и Дунава, него су у њој и те како важну улогу одиграли и сами грађани Сомбора, предвођени капетаном Јајићем, а коју је својим трагичним херојством обележила и смрт оца и осам синова Поповића чији ће потомци потом добити и племићку титулу. Одабиру је допринела и чињеница да се чувена битка одиграла 11. септембра 1697, па би се сликом симболично обележила и 200-та годишњица ове битке.

### Избор уметника
Постоји више разлога зашто је израда слике поверена баш Ајзенхуту. У тренутку кад су власти Бачко-бодрошке жупаније коначно одлучиле чиме ће наступити у Будимпешти, Ајзенхут је већ био један од водећих оријенталних сликара свога времена. Пореклом дунавски Шваба, који се сматрао Мађаром, због чега је право име Франц променио у Ференц, испуњавао је све услове јер је тражен сликар са ових простора, који се, ако већ није Мађар, бар осећа Мађарем. То што је био неопробан у жанру историјских композиција, поготово не великих формата, није имало пресудни утицај на избор.
Чињеница да је Ајзенхут био, пре свега, оријентални сликар, подразумевала је дуге и честе студијске боравке у далеким земљама. Посебно га је привлачила тајанственост Блиског истока. Тако су га гласници сомборског племства нашли с пролећа 1895. године у Техерану и уговор за израду слике је брзо потписан на лицу места. Уговором је уметнику гарантована сума од 12.000 форинти, за којих се тада могло купити 40 јутара најплодније бачке оранице и Ајзенхут је одмах и темељно прионуо на посао. Да би се што боље уживео у силину ратних операција, затражио је и добио одобрење да присуствује војним маневрима. Желео је да осети атмосферу бојног поља, да сам види све токове битке, од понашања војника до удара сабље о сабљу и пропињања коња. Није му било довољно посматрање само једне војне вежбе, па је чекао и следеће маневре. Тек након тога је приступио изради идејних скица и касније раду на самој слици. Због величине и сложености Ајзенхут слику није успео да заврши на време и представи је на Миленијумској изложби 1896. Што је на неки начин била срећа у несрећи, јер би у противном остала у Мађарској. Тако сада на слици пише да је насликана 1896. што, према речима познатог социолога и сомборског хроничара, професора Милана Војновића, није тачно, јер је слика завршена 1898.
Ајзенхут је изненада умро у Минхену 1903. године и никада више није видео своју слику.

## Опис сликеБитка код Сенте
Историјска композиција Битка код Сенте, урађена у реалистичком маниру, слика плени не само својом величином, богатством колорита, мноштвом занимљивих детаља и дубином перспективе, него, у првом реду, изузетним композиционим решењем. Стручњаци се слажу у оцени да је управо то и највећи домет слике. Аутор нас из левог доњег угла, преко пет леђима окренутих аустријских војника, датих у првом плану и природној величини, уводи у догађај, радњу и причу слике. А као што су све велике приче у животу крајње једноставне тако је и ова, која казује о односу тријумфа победе и трагике пораза, али на маестралан начин.
Несумњиво главна личност на слици, принц Еуген Савојски. Постављен је лево од центра, на белом коњу, како и приличи вођи победничких аустријских регименти. Само њега на коњу осветљава зрак тек изашлог Сунца према коме он, свестан своје величине, упире мач стављајући се готово у исту раван са сунцем. Насупрот њему, у најтамнијем делу слике који је и њен физички центар, налази се турски заповедник Кисиг Џафер-паша, али и црни коњ угарског грофа Палфија, чиме је истакнута трагика пораза Кисиг Џафер паше, кога аустријски војници приводе Савојском. Прича је испричана до краја: зна се и победник и побеђени. По положају главних личности види се да композиција осликава сам крај битке.
Читаву доњу десну четвртину платна заузимају четири аустријска војника у природној величини, док је пети мало увучен у композицију. Окренути су леђима, што посматрачу ствара утисак да и сам ступа у битку. Куриозитет је такође и други коњаник на левој страни слике, код кога је примењен "феномен Мона Лизе" - у ком делу сале да се налазите имате утисак да вас његов поглед прати. Чини се да је посебно занимљив детаљ и коњаник слева, лик са брчићима. Врло је могуће да је и сам сликар пожелео да, не само као уметник, буде учесник тако важне битке, па је урадио аутопортрет, уденуо себе у давнопрошло време. Поглед на неке његове, истина ретке, (ауто)портрете дозвољава и такву могућност која није непозната ликовној и осталим уметностима.

### Рам слике
Рам слике Битка код Сенте такође представља својеврсно уметничко дело. Израђен је у Немачкој, од дрвета са позлатом. На њему су представљене заставе две војске и оружја коришћена у бици. У врху рама је застава Бачко-бодрошке жупаније и приказ Св. Павла, заштитника жупаније, док се нешто ниже, с леве стране види глава змије, којом је симболички приказано да се овом битком стало за врат турској "немани".

## Долазак слике у Сомбор и улазак у зграду Жупаније
Ајзенхут је слику завршио у Минхену, где је и урамљена. До Бездана је превезена лађом, а одатле на своје одредиште, у Сомбор. Али тако велика, слика није могла да уђе у зграду. Зато је, посебним одобрењем Жупанијског сената пробијен зид изнад балконских врата све до таванице, како би уопште могла бити унета. У Свечану салу сомборске Жупаније постављена је 20. фебруара 1898.

## СликаБитка код Сентеданас
Слика се данас налази у Сомбору, у згради Скупштине општине, некадашњој Жупанији. За 110 година, колико се тамо налази, ни једном није рестаурирана Слику је могуће видети у Свечаној сали Скупштини општине, уз претходну најаву посете. Ово вредно дело годишње погледа око 2.000 посетилаца.

## Занимљивости везане за слику
Осим чињенице да држи апсолутни рекорд по величине не само у Србији, већ и на просторима бивше СФРЈ, за слику Битка код Сенте везане су још неке занимљивости:

### Покушај премештања у Нови Сад
Године 1930. претила је могућност да Ајзенхутова слика напусти Сомбор. Када је 1929. Југославија подељена на бановине, центар Дунавске бановине постао је Нови Сад, чиме је Сомбор, који је дотад био центар Бачко-бодрошке жупаније и надређен Новом Саду, изгубио на значају. Новосађани су зато тражили да се слика пренесе у њихов град, али нису имали где да је ставе, јер је зграда Бановине, касније Извршног већа и Скупштине АП Војводина, почела да се гради тек 1936. Избила је свађа, а пресудио је угледни књижевник, Сомборац Вељко Петровић, који је издејствовао да слика остане где је одувек и била.

### Украдена реплика
Сматрајући да Сента треба да има макар копију ове монументалне слике славне и пресудне битке између хришћанске и турске војске, Општина Сенте расписала је 1950. године конкурс, на који се јавило пет већ афирмисаних сликара. Дошли су у Сомбор и у сали Жупаније почели да пресликавају чувену Ајзенхутову слику. Тада 25-огодишњи сликар Сава Стојков је замолио сликаре да и он на једном платну покуша да направи своју верзију слике и да учи гледајући искусне уметнике како раде.
Довитљиви млади уметник је једно после подне, када у сали није било никог, начинио преко целе слике правилне квадрате од црвеног и белог конца. Истовремено је нацртао и растерску мрежу на својој слици и у сваки квадрат скицирао оно што је видео на оригиналној слици.
Неколико дана касније дошла је комисија састављена од стручњака, која је требало да процени радове и дâ евентуалне сугестије сликарима. Обишли су радове свих пет уметника, а онда је један од чланова комисије задигао плахту којом је, том приликом, платно младог Саве било прекривено. Закључили су да је слика непознатог сликара заправо најбоља и најтачније урађена реплика Ајзенхутове слике. Те вечери, након одласка комисије, Савина слика је нестала. Била је украдена и пуних 25 година није се знало шта се са њом десило.
Када је, половином седамдесетих година 20. века, један портир из Жупаније отишао у пензију, потражио је Саву и рекао му да сада слободно може да каже шта се догодило са несталом сликом. Портир је видео једну сликарку која је учествовала на конкурсу и њеног супруга, иначе локалног градског руководиоца, како у ноћи износе неку слику из Жупаније. Сликарка је, (што се може видети у доњем делу слике) покушала да доврши Савину слику. Схвативши да то није у стању слику је склонила на таван своје куће. Сава Стојков, тада већ 50-годишњак, отишао је да пронађе своју слику. Ни сликарка ни њен супруг нису порицали крађу. Сава није желео ништа да предузима против двоје прекршилаца, већ је слику однео у свој атеље, али није знао шта би даље са њом. Како је био већ афирмисан сликар, ликовни критичари и историчари уметности саветовали су га да слику не дира и не довршава, већ да је остави такву какву је затекао, као „знамен времена“. Сликар је тако и учинио и слика је остала недовршена.